# 佐久間盛郎
佐久間 盛郎（さくま もりよし）は、江戸時代前期の旗本。
元和6年（1620年）、家督（上総国茨葉村のうち1000石）を相続。翌7年（1621年）、御書院番に列せられた。同9年（1623年）、徳川家光の上洛に供奉した。
寛永10年（1633年）2月7日、武蔵国忍の内に200石を加増されたが、後に自ら願い出て蔵米に改められた。寛永16年（1639年）2月15日、市谷門普請の奉行を務めた。
寛永20年（1643年）10月10日、医師・慶悦と共に土井甚十郎宅を訪問した帰途において、不意に慶悦に斬りつけられた。理由を糺すため捕縛しようとするも従者らが慶悦を殺害。盛郎も「殺すな」とは言わなかったが、そのことも含めて幕府にはそのまま正直に届け出た。盛郎は取調べを受けたが、従者らの証言とも食い違いはなく、特に問題はなかったということで、慶悦が突然の狂気によって凶行に及んだものとして、盛郎には咎めはなかった。
慶安2年（1649年）4月、徳川家綱の日光参拝に供奉した。同年10月18日、幕府の命により林勝正と共に越前国福井に赴き、松平光通の後見役を務めた。翌3年（1650年）9月3日、西城御小姓組に異動。慶安4年（1651年）6月28日、酒井忠当に預けられていた加藤忠広の母が没した際、検使として出羽国庄内に派遣された。寛文3年（1663年）4月、日光参拝において諸道具奉行を務めた。
寛文5年（1666年）、没。